# Umbral Olfativo
Umbral Olfativo o UMB es la concentración de una sustancia cuyo olor se percibe. Puede ser expresado tanto en unidades de volumen (ppm) como en masa / volumen (mg/m3). Normalmente se presentan dos valores que se corresponden con promedios de sensibilidad olfativa. Esta magnitud sirve de punto de control para ser relacionada con la concentración máxima permitida, por ejemplo.